# Fort Blücher

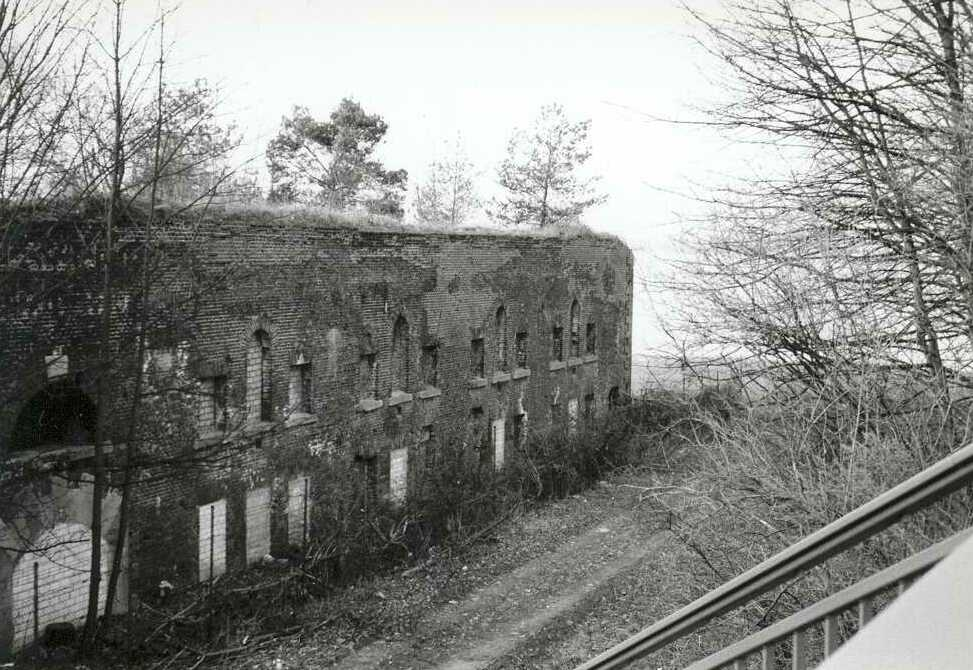
Die Ruine der Defensionskaserne von Fort Blücher

Das Fort Blücher liegt gegenüber der Stadt Wesel im Stadtteil Büderich und nimmt dort die Funktion eines Brückenkopfes für die Weseler Straßenbrücke über den Rhein ein. 

## Geschichte
Das Fort Blücher wurde unter dem Namen „Citadelle Napoleon“ unter Napoléon Bonaparte von 1807 bis 1813 errichtet. Nach sechsmonatiger Belagerung der Festung Wesel wurde schließlich auch die Zitadelle von preußischen Truppen besetzt und später mit der neuen Kampfrichtung gegen Westen aufgrund der Pläne des Festungsingenieurs Gotthilf Benjamin Keibel umgebaut. Das Fort erhielt schließlich seinen heutigen Namen nach dem Feldmarschall Blücher.
Gegen Ende des Zweiten Weltkrieges gab es um das Fort Kämpfe, als 200 deutsche Soldaten den Rückzug über den Rhein deckten und sich dabei auch im Fort Blücher verschanzten.
Nach den Zerstörungen im Zweiten Weltkrieg und dem für das Fort unglücklichen Wiederaufbau der Rheinbrücke findet sich nur noch die Ruine der Defensionskaserne als letztes Relikt. Sie gilt heute als das größte bekannte Winterquartier für Fledermäuse im Kreis Wesel. 2008 wurden bei Bauarbeiten Reste der alten napoleonischen Bauten gefunden und untersucht.

## Soldatenfriedhof Fort Blücher

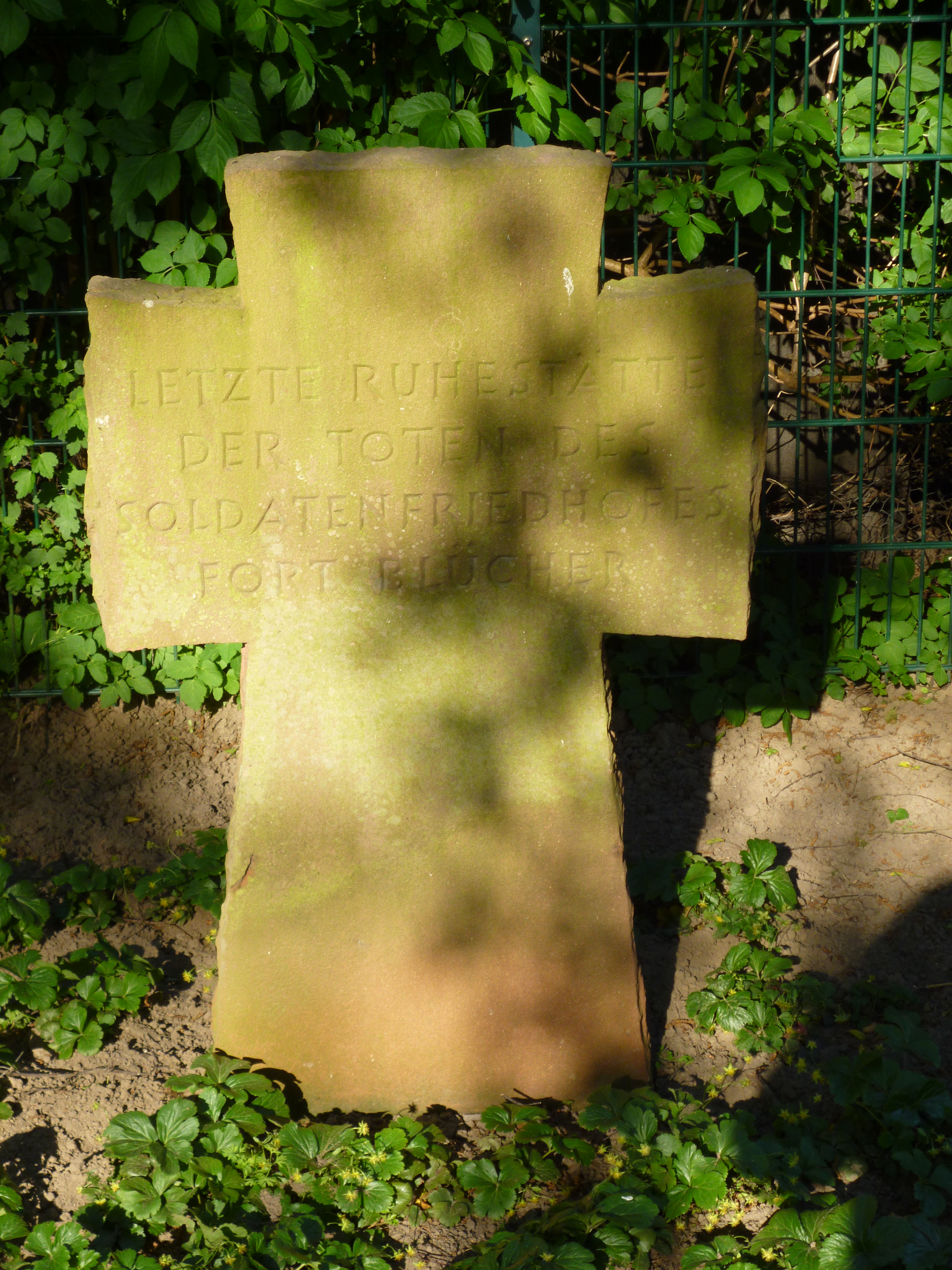
Letzte Ruhestätte der Toten des Soldatenfriedhofes Fort Blücher

Die letzte Ruhestätte der Toten des Soldatenfriedhofes von Fort Blücher befindet sich am Rande des Büdericher Friedhofs.

## Galerie

Fort Blücher
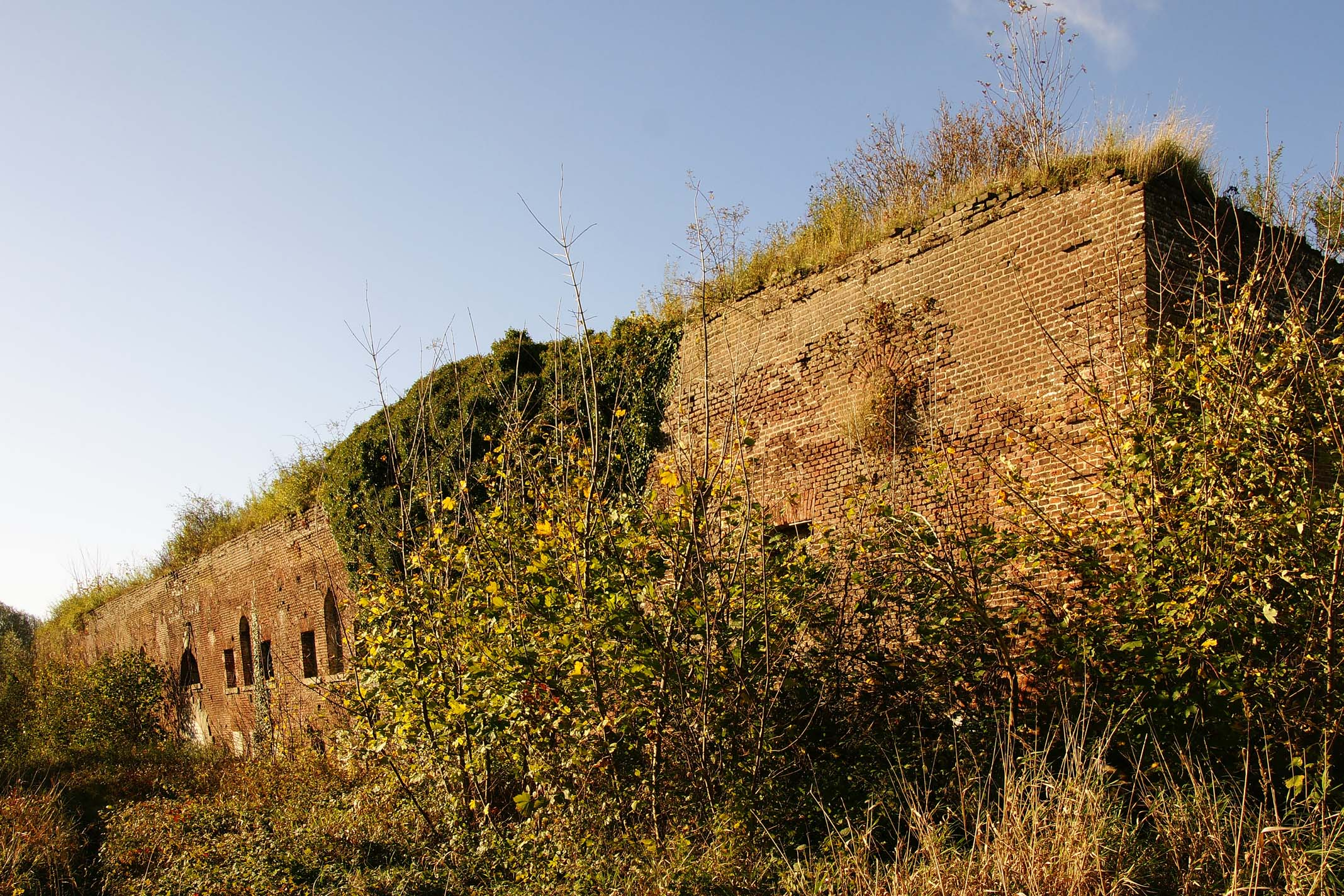
Fort Blücher 2013
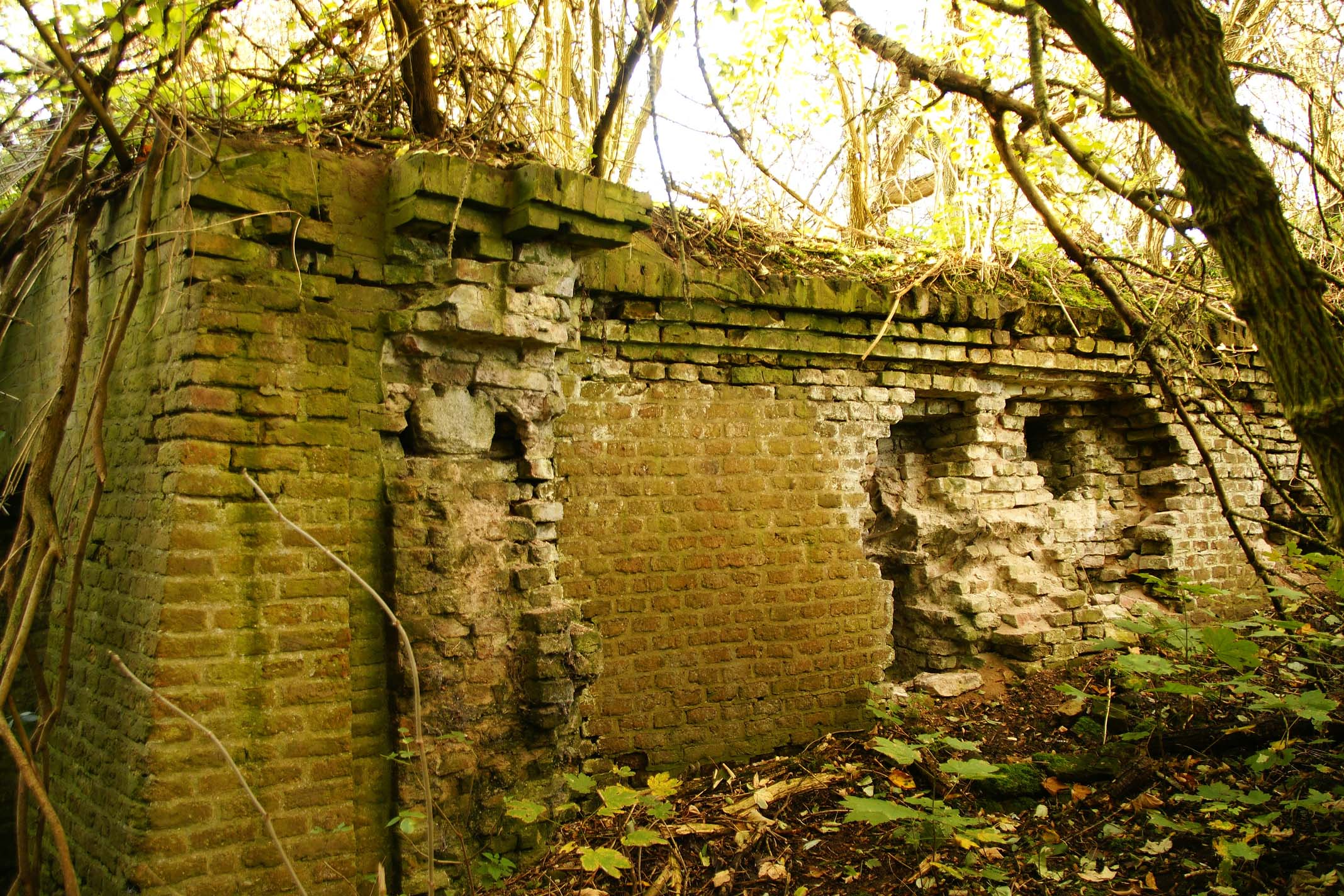
Fort Blücher Wesel
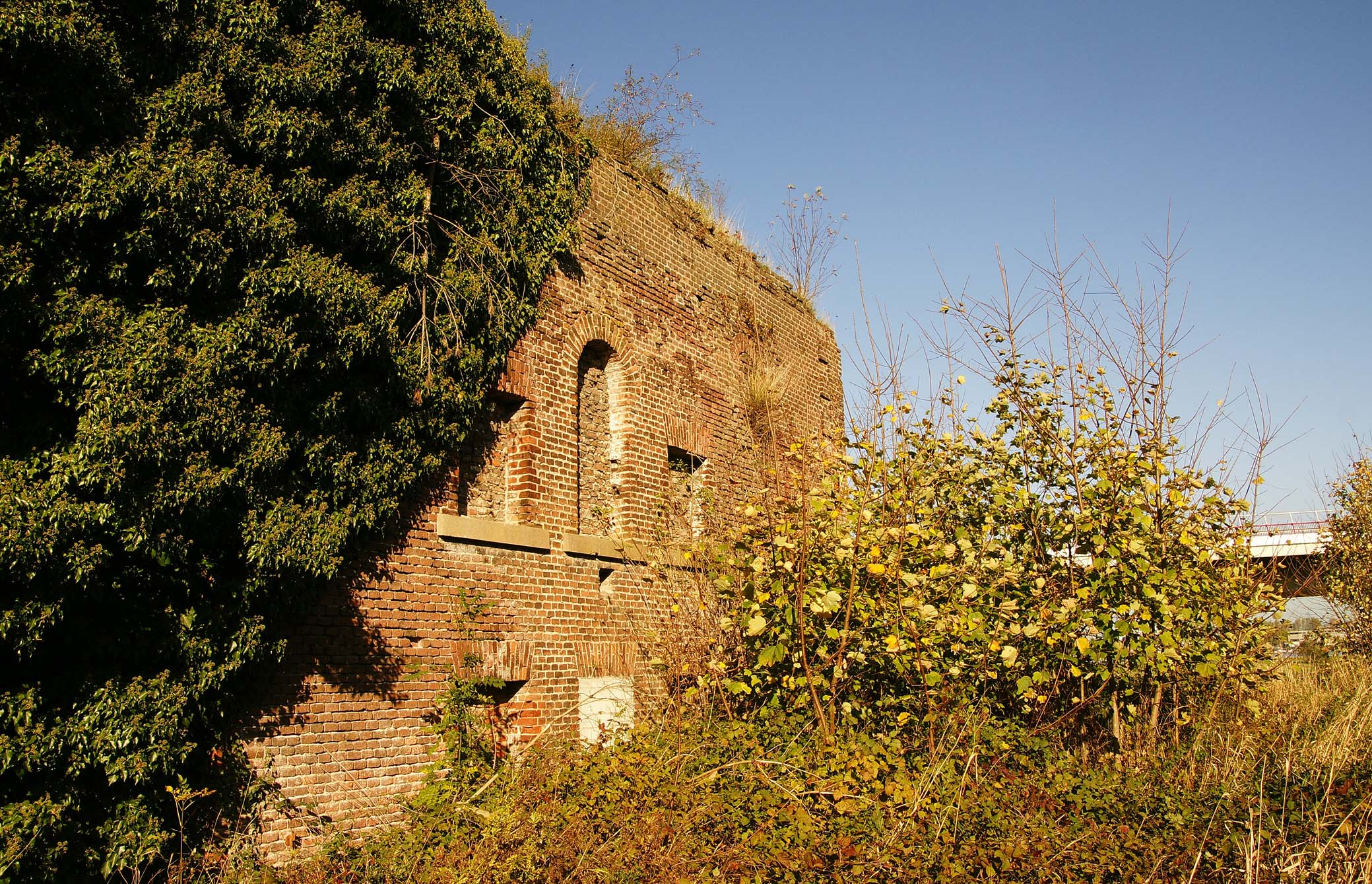
Fort Blücher Wesel
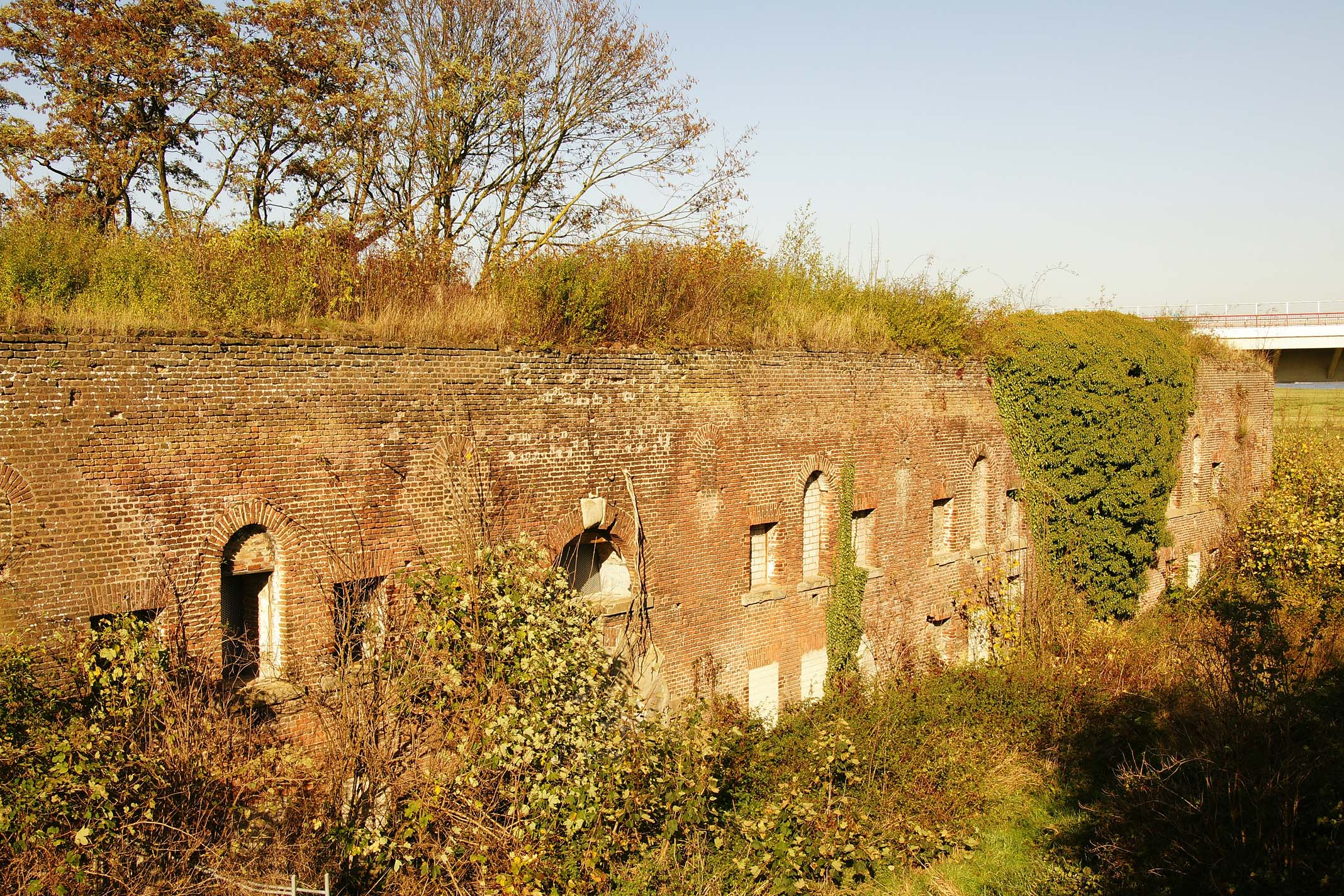
Fort Blücher Wesel
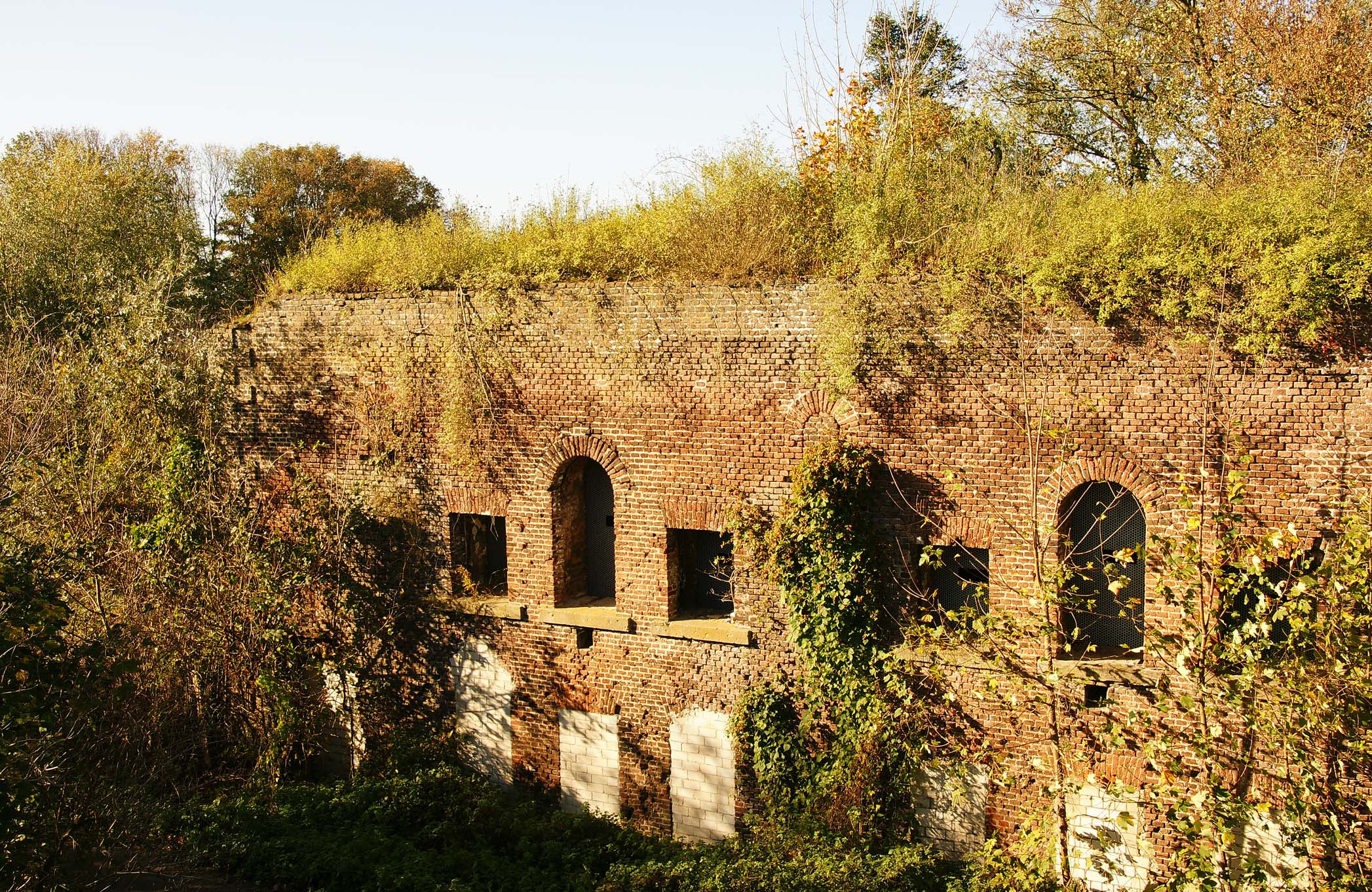
Fort Blücher Wesel
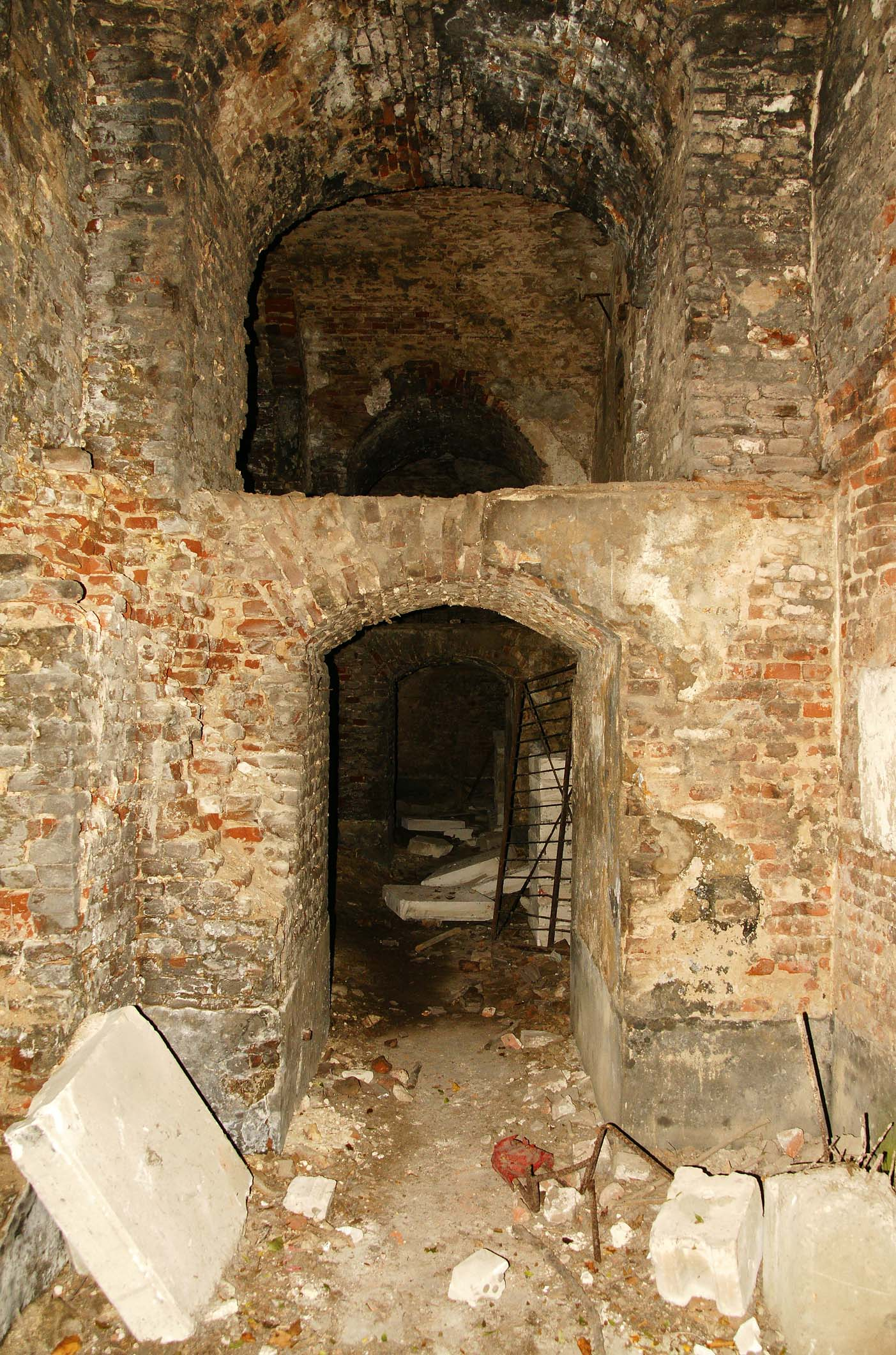
Fort Blücher Wesel innen
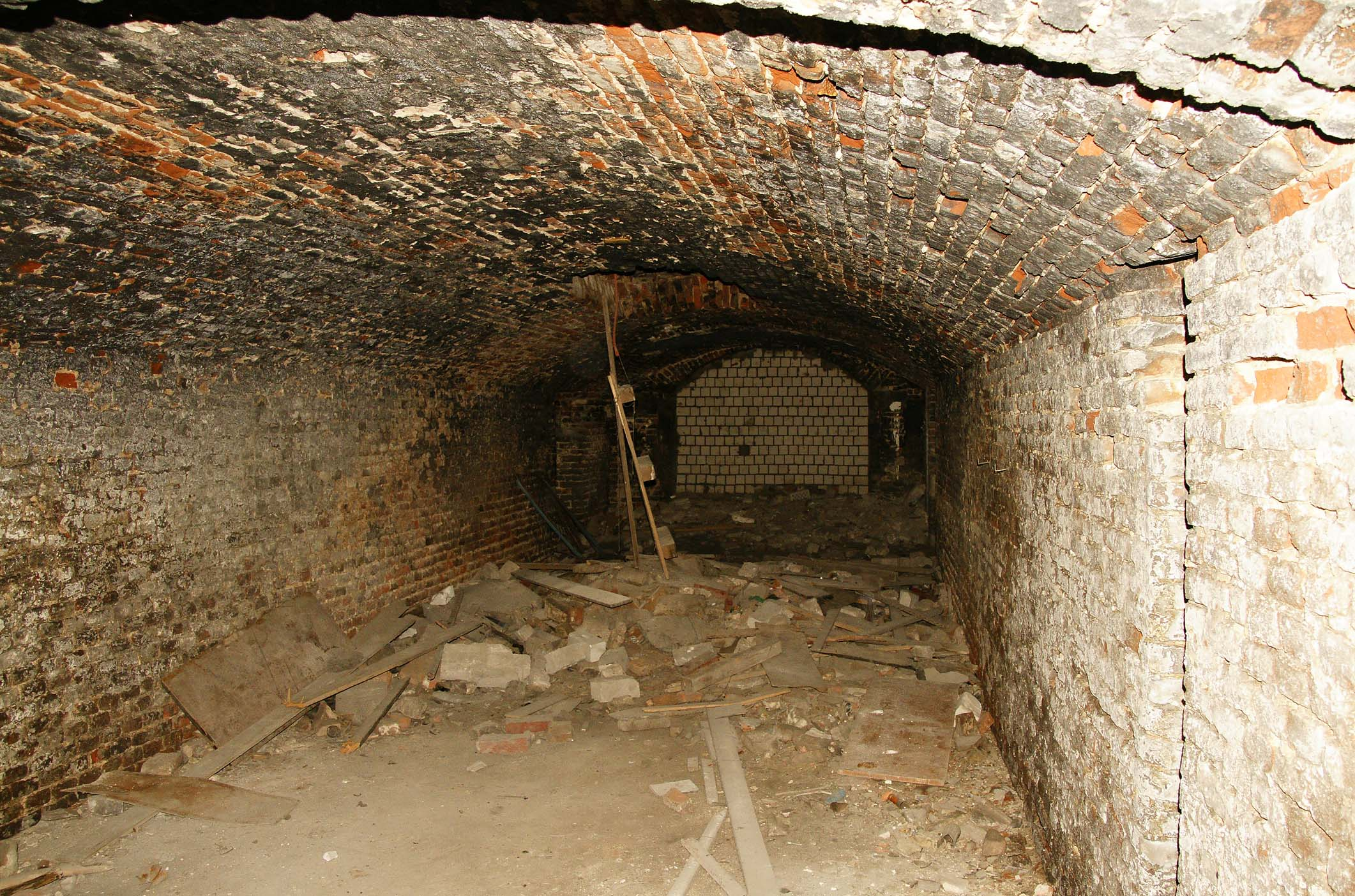
Fort Blücher Wesel innen 2013